# Kristine Bonnevie
Kristine Elisabeth Heuch Bonnevie (8 d'octubre de 1872 - 30 agost de 1948) va ser una biòloga noruega, i la primera dona catedràtica de Noruega. Els seus camps d'estudi van ser la citologia, la genètica i l'embriologia.
Va ser la cinquena de nou fills. Els seus pares van ser Jacob Aall Bonnevie (1838-1904) i Anne Johanne Daae (1839-1876). La seva família es va mudar de Trondhjem a Cristiania el 1886. Mai es va casar. La seva germana Honoria va ser l'esposa de Vilhelm Bjerknes.
Bonnevie va aprovar el seu examen d'ingrés a la Universitat en 1892, començant els seus estudis en zoologia, però canviant després a la biologia. Va completar la seva tesi doctoral, «Undersøgelser over kimcellerne hos Enteroxenos østergreni» [estudis sobre cèl·lules germinals del Enteroxenos østergreni] el 1906. També va estudiar amb Arnold Lang a Zúric en els anys 1898-1899, amb Theodor Boveri a Würzburg en 1900-1901, i amb Edmund Beecher Wilson a la Universitat de Colúmbia a Nova York de 1906 a 1907. Va succeir al Johan Hjort com a cap del Laboratori de zoonòtica el 1900. va ser professora de la Real Universitat Federicana de 1912 a 1937, i va fundar l'Institut de recerca de la herència el 1916.
El 1911, Bonnevie es va convertir en la primera dona membre de l'Acadèmia Noruega de Ciències i Lletres. Més tard, va fundar l'Associació noruega de dones acadèmiques, que va liderar de 1922 a 1925. Va establir una casa d'estudi per a nenes el 1916 i una casa d'estudiants el 1923. Kristine Bonnevie va ser membre del comitè de radiodifusió de la Universitat de 1927 a 1937. L'explorador Thor Heyerdahl va ser un dels seus estudiants de doctorat en els anys trenta.
Bonnevie també va ser membre prominent del Partit Liberal d'Esquerres de 1909 a 1918. Va ser elegida regidora de l'Ajuntament de Cristiani de 1908 a 1919, i com a representant adjunta al Parlament de Noruega a 1915.
Va rebre la Medalla d'or al Mèrit Real el 1920, i va ser nomenada dama de primera classe de la Reial Orde Noruec de Sant Olaf el 1946. I també va rebre el «Premi Fridtjof Nansen el 1935. L'edifici de Biologia a Blindern, a la Universitat d'Oslo porta el nom de Kristine Bonnevie.